# 古田县各级文物保护单位列表
以下为福建省寧德市古田县的各级文物保护单位。

## 全国重点文物保护单位
| 名称                | 编号   | 类型   | 地点               | 时代   | 圖片 |
| ------------------- | ------ | ------ | ------------------ | ------ | ---- |
| 闽东北廊桥 - 田地桥 | 6-593  | 古建筑 | 古田县鹤塘镇田地村 | 清     |      |
| 古田临水宫          | 7-1084 | 古建筑 | 古田县大桥镇中村   | 明至清 |      |

## 福建省文物保护单位
| 编号  | 名称           | 年代     | 地址                            | 坐标                       | 类别                       | 图片           | 公布                       |
| ----- | -------------- | -------- | ------------------------------- | -------------------------- | -------------------------- | -------------- | -------------------------- |
| 1-26  | 吉祥寺塔       | 宋       | 古田县新城镇松台山 城关狮公山上 |                            | 古建筑及历史纪念建筑物     |                | 1961.05                    |
| 3-10  | 幽岩寺塔       | 宋       | 古田县鹤塘镇幽岩村              |                            | 古建筑及历史纪念建筑物     | 1993           |                            |
| 5-48  | “孝友无双”牌坊 | 清       | 古田县鹤塘镇鹤塘村黄氏祠堂前    |                            | 古建筑                     |                | 2001.01                    |
| 8-170 | 联珠祠         | 清       | 古田县杉洋镇杉洋村              |                            | 古建筑                     |                | 2013.01.28                 |
| 8-171 | 钱公宝殿       | 清       | 古田县泮洋乡中直村              |                            | 古建筑                     |                | 2013.01.28                 |
|       | 圆瑛法师故居   | 清、民国 | 古田县平湖镇端上村              |                            | 近现代重要史迹及代表性建筑 |                | 2012.02县级 2018.09.07省级 |
|       | 林耀华故居     | 清、民国 | 古田县黄田镇凤亭村              | 近现代重要史迹及代表性建筑 |                            | 2018.09.07省级 |                            |

## 古田县文物保护单位
- 林朝聘墓	县级	古墓葬	清代	古田县杉洋镇	1985.09.
- 沉字桥	县级	古建筑	宋代	古田县鹤塘镇西洋村	1985.09
- 露天戏台	县级	古建筑	清代	古田县杉洋镇岭里村	1985.09
- 古田革命烈士墓	县级	革命遗址纪念建筑物	1959	古田县新城镇塔山	1985.09
- 中共福建省委古田会议纪念碑	县级	革命遗址纪念建筑物	1984	古田县新城镇塔山	1985.09
- 极乐寺	县级	古建筑	清代	古田县湖滨乡极乐村	1985.09
- 凤林祠	县级	古建筑	清代	古田县杉洋镇夏庄村西南	1985.09
- 余褐墓	县级	古墓葬	宋代	古田县杉洋镇	1985.09
- 禅林祠	县级	古建筑	清代	古田县杉洋镇狮岩山	1985.09
- 澄洋暴动纪念碑	县级	革命遗址纪念建筑物	1984	古田县大桥镇澄洋村	1990.04
- 龙井记石刻	县级	石刻碑记	南宋	古田县杉洋镇溪门村	1990.04
- 芝山祠	县级	古建筑	明代（1986重修）	古田县鹤塘镇芝山村	1990.04
- 魁龙书院	县级	古建筑	清代	古田县湖滨乡西山村	1990.04
- 永洋石碑坊	县级	古建筑	清代	古田县湖滨乡永洋村	1990.04
- 蜈蚣桥	县级	古建筑	明代	古田县鹤塘镇溪边村	2003.07
- 徐州桥	县级	古建筑	明代	古田县鹤塘镇前圪村	2003.07
- 亭下桥	县级	古建筑	清代	古田县杉洋镇紫峰溪电站	2003.07
- 半山桥	县级	古建筑	清代	古田县杉洋镇洪湾村	2003.07
- 吉口厝桥	县级	古建筑	清代	古田县吉巷乡吉口村	2003.07
- 下地水尾桥	县级	古建筑	清代	古田县卓洋乡下地村	2003.07
- 汶洋土楼	县级	古建筑	清代	古田县黄田镇汶洋村	2003.07
- 杉洋文昌阁	县级	古建筑	清代	古田县杉洋镇杉洋村	2003.07
- 将军庙	县级	古建筑	明代	古田县卓洋乡卓洋村	2003.07
- 柳州祠	县级	古建筑	清代	古田县鹤塘镇仙山村	2003.07
- 仙山节孝石坊	县级	古建筑	清代	古田县鹤塘镇仙山村	2003.07
- 中院节孝石坊	县级	古建筑	清代	古田县平湖镇中院村	2003.07
- 树荫桥	县级	古建筑	中华民国	古田县卓洋乡树兜村	2003.11
- 黄孝敏烈士故居	县级	近现代重要史迹及代表性建筑	清代	古田县平湖镇达才村校后路6号	2012.02
- 邹洋毓麟宫	县级	古建筑	清代	古田县大甲乡邹洋村东北约100米	2012.02
- 金山饶公墓	县级	古墓葬	清代	古田县杉洋镇	2015.09
- 大甲保福寺	县级	古建筑	清代	古田县大甲镇大甲村东北1公里处	2015.09
- 利洋石拱桥	县级	古建筑	清光绪元年（1875）	古田县衫洋镇利洋村东南1公里处	2018.12
- 灵龟福源桥	县级	古建筑	南宋乾道八年（1172）	古田县鹤塘镇灵龟村400米处	2018.12
- 罗峰摩崖石刻	县级	古建筑	清代乾隆至道光年间（1736-1850）	古田县城西街道办事处罗峰村北1公里良坑溪尾	2018.12
- 鹤塘桥渠	县级	近现代重要史迹及代表性建筑	二十世纪七十年代	古田县鹤塘镇鹤塘村村头主街道	2019.11.19
- 双洋桥渠	县级	近现代重要史迹及代表性建筑	二十世纪七十年代	古田县鹤塘镇双洋村南面约800米处	2019.11.19
- 坂斗长泉井	县级	古建筑	清道光三十年（1850）	古田县杉洋镇坂斗村村中心处	2019.11.19